# Hakataya
Unter der Bezeichnung Hakataya werden drei Archäologische Kulturen im Südwesten der Vereinigten Staaten zusammengefasst, die sich von etwa 200 bis 1300 vom heutigen Arizona bis zur Pazifikküste ausgedehnt haben. Zu den Hakataya werden die Patayan, die Sinagua-Kultur und die Cohonina oder die Laquish gerechnet. Nach anderen Autoren wird die Hakataya-Kultur mit den Patayan gleichgesetzt, die weiteren Kulturen wären dann lediglich nahe verwandt.
Sie stellten Keramik her und lebten bereits partiell vom Ackerbau, zogen aber in den entsprechenden Jahreszeiten als Jäger und Sammler an Orte mit guten Nahrungsquellen.
Als Ursprung der Hakataya gilt die Region um Salt River und Gila River im heutigen Arizona. Von dort breitete sich die Kultur nach Norden über den Mogollon Rim und nach Westen aus. Rund um 1300 erreichte sie die Küste des Pazifischen Ozeans im heutigen Süd-Kalifornien und dem heute mexikanischen Baja California. Die Kultur wurde ab etwa 600 im Gila-Salt-Gebiet stark von den Hohokam und ab etwa 1100–1150 in ihrem nördlichen Verbreitungsgebiet durch die Mogollon-Kultur und die Anasazi beeinflusst und ging schließlich in ihnen auf.